# علي بن مزروع
علي بن مزروع التميمي أمير إمارة منفوحة في فترة انضمامها إلى دعوة محمد بن عبد الوهاب، وذلك في العام 1159هـ/1746م. وكان ذلك أحد أسباب بداية الصراع العسكري بين الدرعية والرياض. إذ قام دهام بن دواس بالهجوم عليها، ومحاولة ضمها إلى الرياض، لكنه فشل بسبب المقاومة العنيدة من سكان منفوحة بقيادة علي بن مزروع، وأصيب دهام بجرحَين، أثناء الاشتباكات بينه وبين أهاليها.
على أثر هذه الحادثة، جهز الإمام محمد بن سعود حملة صغيرة على دهام، استطاعت الوصول داخل الرياض، ومهاجمة قصره فيها، وعادت إلى الدرعية.

## أسرته
- للأمير علي بن مزروع التميمي من الولد محمد ومن ابنه محمد الأمير عبد اللّٰه بن مزروع التميمي وهو من أمراء وقادة جيوش الدولة السعودية الأولى والسعودية الثانية، والأميرة الجوهرة وهي والدة الإمام تركي الأول المؤسس للدولة السعودية الثانية.[2]